# Djiwarli
Djiwarli är ett utdött australiskt språk. Djiwarli talades i Väst-Australien och tillhörde de pama-nyunganska språken..
Språkets sista talare Jack Butler avled 1986. Även om det finns många andra kvar med djiwarliarvet, de kan högst några ord eller enstaka fraser. Material om språket är begränsat till medelkorta ordlistor och korta grammatiker.